# Yosniel Mesa
Yosniel Mesa Díaz (ur. 11 maja 1984 w Cienfuegos) – kubański piłkarz występujący na pozycji pomocnika.

## Kariera klubowa
Yosniel Mesa od 2004 występuje w grającym w pierwszej lidze kubańskiej FC Cienfuegos. Z Cienfuegos dwukrotnie zdobył mistrzostwo Kuby w 2008 i 2009.

## Kariera reprezentacyjna
W reprezentacji Kuby Mesa zadebiutował w 2010. W 2011 uczestniczy w Złotym Pucharze CONCACAF.